# نفط بحر الشمال

حقول النفط (باللون الأخضر) والغاز (باللون الأحمر) في بحر الشمال.

نفط بحر الشمال هو خليط من الهيدروكربونات المكون من البترول السائل والغاز الطبيعي المنتج من مكامن البترول في بحر الشمال.
في صناعة البترول، غالبًا ما يشمل مصطلح «بحر الشمال» مناطق مثل البحر النرويجي والمنطقة المعروفة باسم «غرب شتلاند» أو «الحدود الأطلسية» أو «الهامش الأطلسي» والتي لا تشكل جزءًا جغرافيًا من بحر الشمال.
لا يزال خام برنت يستخدم اليوم كمعيار قياسي لتسعير النفط، على الرغم من أن عقود النفط تشير اليوم إلى مزيج من الزيوت من الحقول في شمال بحر الشمال. في 9 مارس 2020 انخفض سعر خام برنت إلى 34.36 دولارًا وبحلول 29 يوليو 2021 ارتفع إلى إلى 75.68 دولارًا أمريكيًا، ووصل إلى أعلى سعر له في يوليو عام 2008 بلغ 147 دولارًا.

## التاريخ

### 1851-1963
بدأ الاستخراج التجاري للنفط من بحر الشمال في عام 1851، عندما قام جيمس يونغ بتقطير النفط من الصخر الزيتي الأسود الذي استخرج من منطقة ميدلاند فالي في اسكتلندا. وفي عام 1859 عثر على النفط في البحر القريب من ألمانيا في حقل نفطي يقع بالقرب من مدينة هانوفر، تبعه اكتشاف سبعين حقلاً آخر معظمها لخزانات نفط تعود للعصر الطباشيري المبكر والعصر الجوراسي، تنتج كلها مجتمعة ما يقارب 1340 متر مكعب (8400 برميل) يوميًا.
أما الغاز فقد عثر عليه بالصدفة في بئر ماء بالقرب من مدينة هامبورغ في عام 1910، نتج عنه اكتشافات طفيفة للغاز في أماكن أخرى من ألمانيا. أما في إنجلترا فقد اكتشفت شركة بريتيش بتروليوم في عام 1938 الغاز في خزانات مماثلة، وفي عام 1939 عُثر على النفط بكميات تجارية في صخور من العصر الفحمي في قرية إيكرينج في نوتنغهامشير. رفعت الاكتشافات في أماكن أخرى من شرق ميدلاندز الإنتاج إلى 400 متر مكعب (2500 برميل) يوميًا، أما الموجة الثانية من التنقيب التي نشطت في الفترة من عام 1953 إلى عام 1961 فقد نتج عنها اكتشاف حقل غينزبورو وعشرة حقول أخرى أصغر.

## الاحتياطيات والإنتاج
الأجزاء البريطانية والنرويجية تسيطر على معظم ما تبقى من احتياطي النفط الكبيرة. وتشير التقديرات إلى أن القسم النرويجي وحده يحتوي على 54٪ من احتياطي النفط في البحر و45٪ من احتياطيات الغاز.
وقد تم استخراج أكثر من نصف الاحتياطيات من النفط من بحر الشمال، وفقا لمصادر رسمية من كل من النرويج والمملكة المتحدة. وفقا للنرويج، من المديرية النرويجية للنفط  يعطي هذا الرقم حوالى 4601 مليون متر مكعب من النفط (الموافق 29 مليار برميل) وحدها من بحر الشمال النرويجي (باستثناء أصغر المحميات في بحر النرويج وبحر بارنتس) في نهاية المطاف من سبق 2778 مليون متر مكعب (60٪) تنتج قبل وحتى يناير 2007. وكانت مصادر بريطانية أعطت مجموعة من تقديرات الاحتياطي، ولكن حتى باستخدام «أقصى» أو أكثر التقديرات تفاؤلا تؤدى إلى الانتعاش في نهاية المطاف، تم انتشال 76٪ في نهاية عام 2010. لاحظ الرقم UK يتضمن حقول التي ليست في بحر الشمال (البرية، الغربية شتلاند)كان الجرف القاري المتحدة المملكة إنتاج 137 مليون طن من النفط و105 مليار متر مكعب من الغاز في عام 1999. (1 طن من النفط الخام يتحول إلى 7.5 برميل. وأظهرت الاستكشافات الدنماركية من طبقات حقب الحياة الحديثة، التي تضطلع في 1990، احتياطيات النفط الغنية في شمال القطاع الدنماركية، وبخاصة في منطقة وسط غرابن. يتبع المنطقة الهولندية من بحر الشمال من خلال التنقيب عن الغاز مع البرية والبحرية.

الأرقام الدقيقة غير قابلة للنقاش، وذلك لأن أساليب تقدير الاحتياطيات تختلف وغالبا ما يكون من الصعب التنبؤ بالاكتشافات في المستقبل.

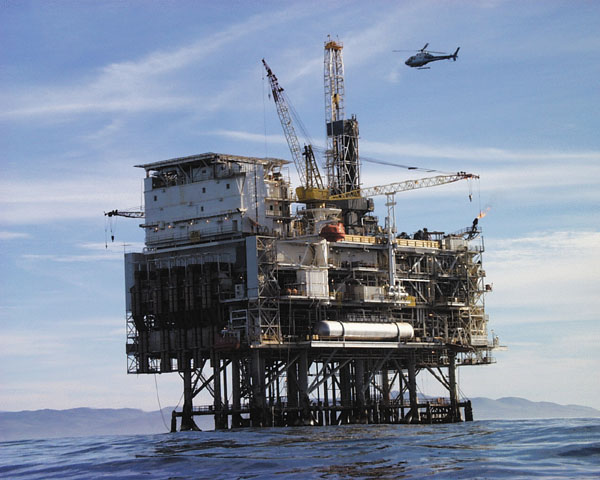
للنفط البحرى / منصة غاز نموذجية.

تبلغ ذروتها في عام 1999، كان إنتاج النفط في بحر الشمال نحو 950 ألف متر مكعب (6 ملايين برميل ق) في اليوم الواحد. الغاز الطبيعي الإنتاج كان ما يقرب من280×109 متر مكعب (10 تريليون قدم مكعب) في عام 2001 وما زال في ازدياد.

وشهدت المملكة المتحدة إنتاج النفط ذروتين، في منتصف 1980s و1990s في وقت متأخر، مع انخفاض لنحو 300 × 103 متر مكعب (1.9 مليون برميل) يوميا في 1990s في وقت مبكرcitation قالب:Needed إنتاج النفط بلغ ذروته الشهرية بنسبة 13.5 × 106 m³ (84.9 مليون برميل) في يناير 1985 على الرغم من أنه ينظر إلى أعلى إنتاج سنوي في عام 1999، مع إنتاج النفط البحرية في تلك السنة من 407 × 106 انخفضت متر مكعب (398 مليون برميل) إلى 231×106 متر مكعب (220 مليون برميل) في عام 2007. وكان هذا أكبر انخفاض يحدث لأى دولة نفطية أخرى مصدرة في العالم، وأدى إلى أن تصبح بريطانيا مستوردا صافيا للنفط الخام للمرة الأولى منذ عقود، كما اعترف بذلك سياسة [الطاقة [المملكة المتحدة]].

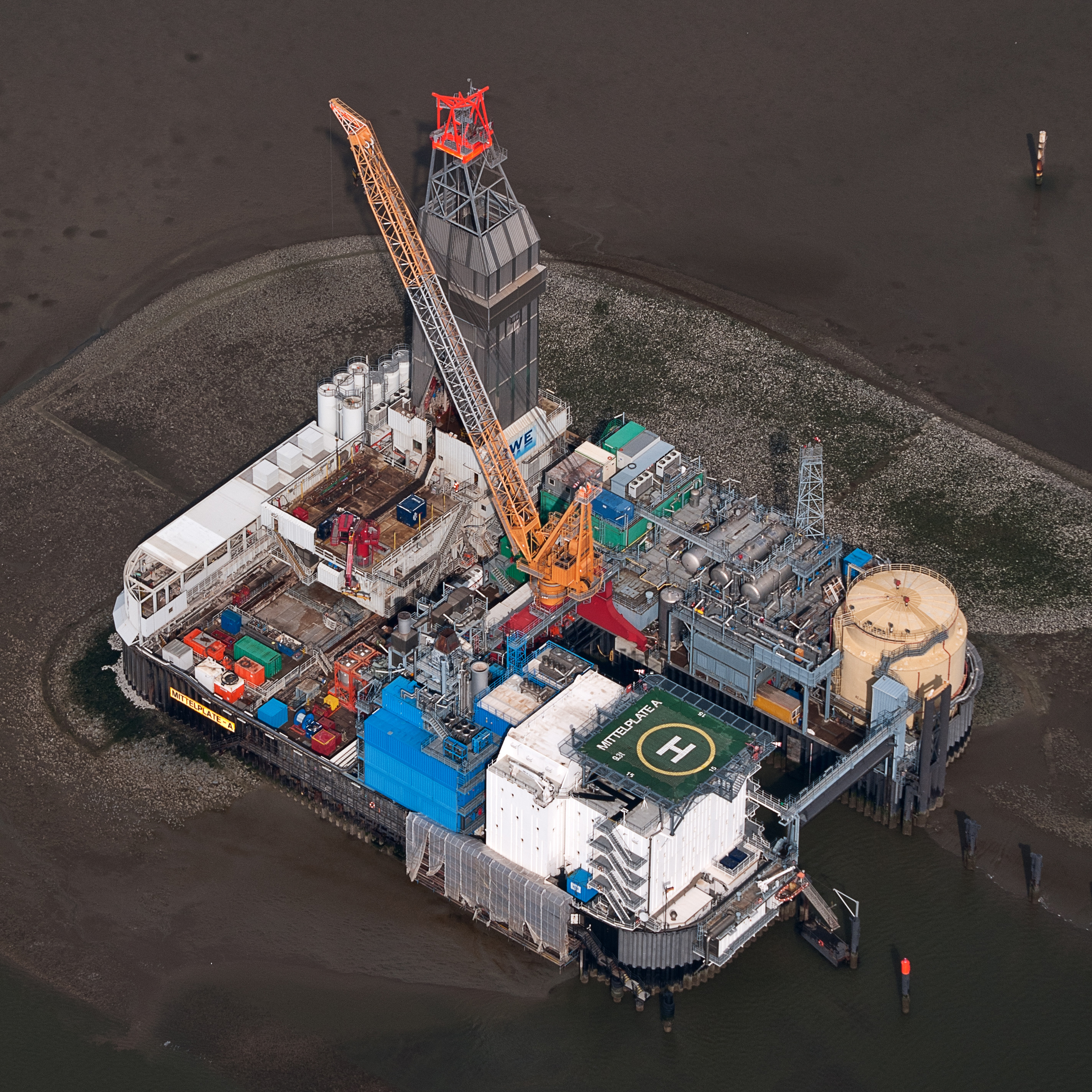
Mittelplate في ألمانيا